# Agrias orinocensis
Agrias orinocensis är en fjärilsart som beskrevs av Le Moult 1933. Agrias orinocensis ingår i släktet Agrias och familjen praktfjärilar. Inga underarter finns listade i Catalogue of Life.